# 382 Dodona
382 Dodona eller 1894 AT är en asteroid i huvudbältet, som upptäcktes 29 januari 1894 av den franske astronomen Auguste Charlois. Den har fått sitt namn efter den grekiska helgedomen Dodona.
Asteroiden har en diameter på ungefär 65 kilometer.